# Aderus maynei
Aderus maynei is een keversoort uit de familie schijnsnoerhalskevers (Aderidae). De wetenschappelijke naam van de soort werd in 1931 gepubliceerd door Maurice Pic.